# رضا صاحبي
رضا صاحبي (بالفارسية: رضا صاحبی)؛ (من مواليد 25 فبراير 1972) هو لاعب كرة قدم إيراني ومدرب متقاعد.